# 실버스트라이프 CMS
실버스트라이프 CMS(SilverStripe CMS)는 웹사이트와 웹 애플리케이션의 제작, 유지보수를 위한 자유-오픈 소스 저작물 관리 시스템(CMS)이자 프레임워크이다. 별도의 웹 기반 관리 패널을 제공하므로 사용자들은 위지위즈 웹사이트 편집기를 통해 웹사이트의 일부를 수정할 수 있다. 이 소프트웨어의 코어는 PHP 웹 애플리케이션 프레임워크의 하나인 실버스트라이프 프레임워크이다.
실버스트라이프 CMS는 BSD 허가서를 통해 배포된다.

## 같이 보기
- 저작물 관리 시스템